# Obórki (województwo opolskie)
Obórki – wieś w Polsce położona w województwie opolskim, w powiecie brzeskim, w gminie Olszanka.

## Zabytki
Do wojewódzkiego rejestru zabytków wpisane są:
- zabytkowy zespół dworski z XVIII-XIX w.:
  - dwór w Obórkach[5] wybudowany przez rodzinę Winklerów[6] z 1888 r. obok zabudowania, m.in. spichlerz z poł. XIX w.
  - park[7] o powierzchni 1,78 ha
- kościół polskokatolicki pod wezwaniem Świętych Apostołów Piotra i Pawła, drewniano-szachulcowy, zbudowany w XVI w., XVII w., 1755 r.; do 1945 ewangelicki. Uwagę przykuwa różnorodność materiału: drewniana nawa, prezbiterium konstrukcji szkieletowej, drewniana wieża z 1775 z baniastym hełmem oraz wspaniały dach krytym gontem. We wnętrzu drewniany, polichromowany w XVII w. strop. Kościół obecnie służy miejscowej parafii Narodzenia Najświętszej Maryi Panny.

## Przypisy

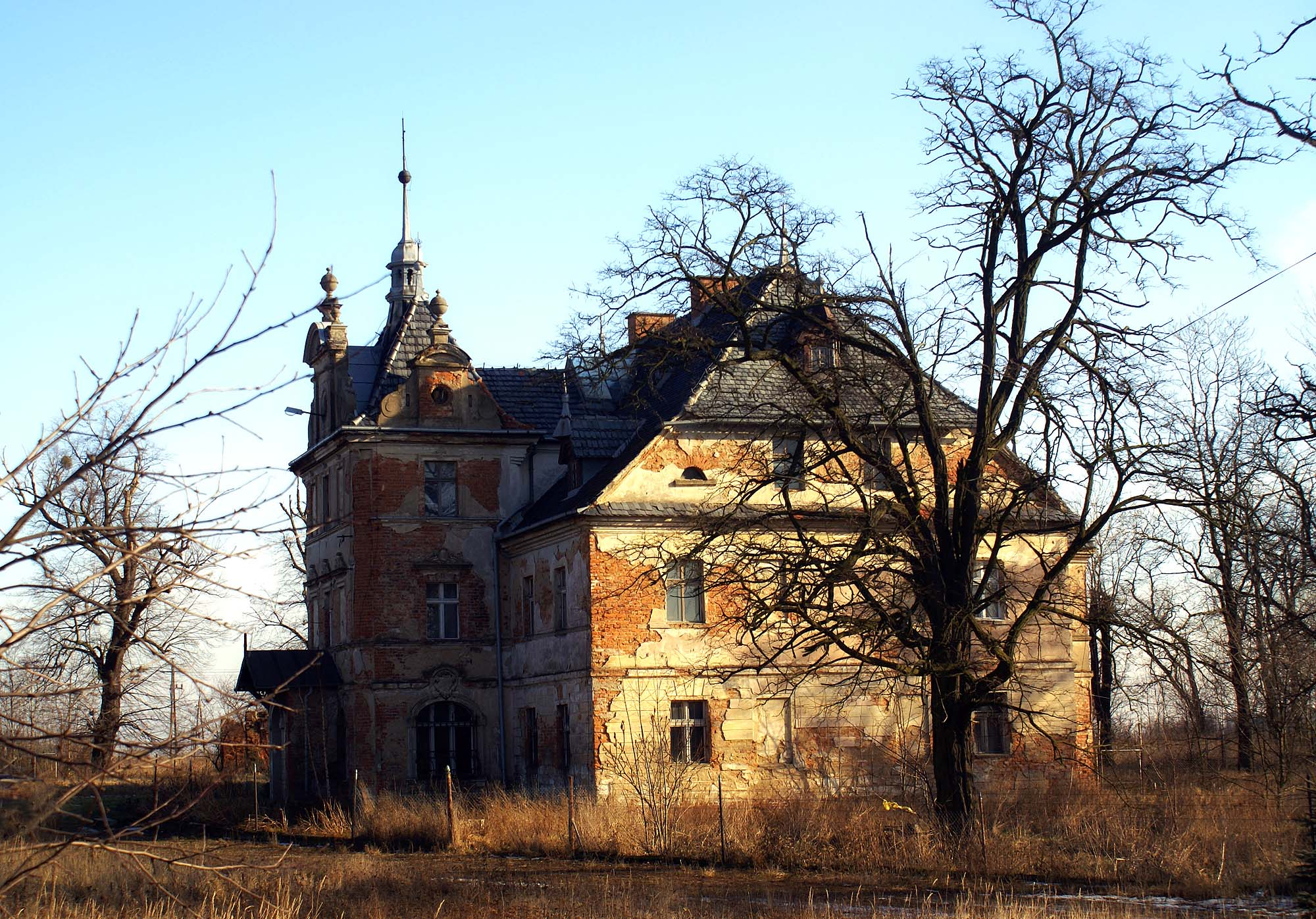
Dwór w Obórkach Winklerów